# Galeottiella
Galeottiella is een geslacht van twee soorten orchideeën uit de onderfamilie Orchidoideae, die endemisch zijn in de hooglanden op de grens tussen Mexico en Guatemala, waar ze voorkomen op humusrijke bodem in lichte bossen en graslanden tussen 2400 en 3300 m hoogte.

## Naamgeving enetymologie
Galeottiella is, net als het niet-verwante geslacht Galeottia, vernoemd naar de Belgische botanicus Henri Guillaume Galeotti (1814–1858).

## Kenmerken
Galeottiella-soorten zijn middelgrote terrestrische planten met vlezige, cilindrische, onbehaarde wortels, een bloemstengel met aan de basis een aantal stijve, opgerichte, stengelomvattende, ovale tot lancetvormige bladeren voorzien van drie duidelijke parallelle nerven, en een eindstandige, rechtopstaande, veelbloemige bloemtros.
De bloemen zijn horizontaal geplaatst, in een rechte hoek met het vruchtbeginsel, en zijn eerder klein, kort buisvormig, vlezig en groen tot bleekgroen van kleur. De kelkbladen zijn ovaal van vorm, het dorsale kelkblad enkel aan de basis en de laterale over een vierde van hun lengte vergroeid met het gynostemium, zodat een langwerpig, licht opgeblazen nectarium of nectarklier wordt gevormd. De vrije toppen van de laterale kelkbladen zijn naar achter opgerold. De zijdelingse kroonbladen zijn veel smaller, gewimperd en vormen samen met het dorsale kelkblad een helm. De bloemlip is rond, de zijkanten naar boven opgerold, vlezig, met een versmalde basis die met de kelkbladen gefuseerd is. Op de overgang van het brede naar het smalle deel ligt aan beide zijden een nectarklier.
Het gynostemium is kort met een gebogen top, de basis deels met de kelk- en kroonbladen gefuseerd, en met een lange voet verbonden met het vruchtbeginsel. De helmknop staat in het verlengde van het gynostemium en draagt vier pollinia verbonden met een klein, rond viscidium. De stempel is vlak en ovaal. Tussen de stempel en de helmknop ligt een tweelobbig rostellum en een vlezige staminodium.

## Taxonomie
Galeottiella werd tot enkele jaren geleden tot de subtribus Spiranthinae gerekend. Fylogenetisch onderzoek uit 2005 door Salazar et al. heeft echter aangetoond dat het geslacht in een eigen subtribus Galeottiellinae thuishoort, als zustergroep van de Spiranthinae, Cranichidinae en Manniellinae.
Het geslacht omvat twee soorten. De typesoort is Galeottiella sarcoglossa.

### Soortenlijst
- Galeottiella orchioides (Lindl.) R.González ex Rutk., Mytnik & Szlach. (2004)
- Galeottiella sarcoglossa (A.Rich. & Galeotti) Schltr. (1920)